# Geositta tenuirostris
Geositta tenuirostris là một loài chim trong họ Furnariidae.